# Michaił Krawiec
Michaił Grigorjewicz Krawiec, ros. Михаил Григорьевич Кравец (ur. 12 listopada 1963 w Leningradzie) – rosyjski hokeista, trener hokejowy.
Jego syn Michał (ur. 1985) także został hokeistą oraz trenerem i działaczem hokejowym.

## Kariera zawodnicza
- Iżoriec Leningrad (1982-1985)
- SKA Leningrad (1985-1991)
- San Jose Sharks (1991, 1992)
- Kansas City Blades (1991-1994)
- Detroit Vipers (1994)
- Minnesota Moose (1994-1995)
- Syracuse Crunch (1995)
- Wichita Thunder (1995-1996)
- Milwaukee Admirals (1996)
- Louisiana IceGators (1996-1997)
- Baton Rouge Kingfish (1997)
- Louisiana IceGators (1997/1998)
- New Orleans Brass (1998)
- Mississippi Sea Wolves (1998-2000)
- Arkansas RiverBlades (1999/2000)
- SKA Sankt Petersburg (2000/2001)
- Spartak Sankt Petersburg (2000/2003)

W latach 80. grał w klubach leningradzkich, w tym w SKA. W NHL Entry Draft 1991 został wybrany przez amerykański klub San Jose Sharks. W tym roku wyjechał do Stanów Zjednoczonych. W barwach SJS w NHL rozegrał jedynie dwa mecze: 8 października 1991 i 10 października 1992. Poza tym występował w zespołach z rozgrywek IHL, w sezonie 1995/1996 z CHL, a od 1996 w ECHL. Po dziewięciu latach spędzonych w USA powrócił do Rosji w 2000 i przez trzy sezony grał jeszcze w drużynach z Petersburga: macierzystym SKA i Spartaku.

## Kariera trenerska
- Spartak Sankt Petersburg (2001-2003), grający asystent trenera
- Spartak 2 Sankt Petersburg (2001/2002), główny trener
- Spartak Sankt Petersburg (2003-2004), asystent trenera
- Spartak Sankt Petersburg (2004-2006), główny trener
- SKA 2 Sankt Petersburg (2007-2008), asystent trenera
- SKA 2 Sankt Petersburg (2008-2009), główny trener
- SKA-1946 Sankt Petersburg (2009), główny trener
- SKA Sankt Petersburg (2009/2010), asystent trenera
- Sieriebrianyje Lwy Petersburg (2010-2011), główny trener
- SKA-1946 Sankt Petersburg (2011-2012), główny trener
- SKA Sankt Petersburg (2012-2014), asystent trenera
  -  SKA Sankt Petersburg (2012), p.o. głównego trenera
- HK Soczi (2014-2017), asystent trenera
- KRS Heilongjiang (2017-2018), główny trener
- SKA-Wariagi (2018), główny trener
- SKA-Niewa (2018-2019), główny trener
- Witiaź Podolsk (2019-2021), główny trener
- Reprezentacja Białorusi (2021), asystent trenera
- Amur Chabarowsk (2021-2022), główny trener
- Awangard Omsk (2022), trener w sztabie
- Awangard Omsk (2022-), główny trener
- Barys Astana (2025-), główny trener

Jeszcze jako czynny zawodnik od 2001 przez dwa sezony był grającym asystentem trenera w Spartaku Petersburg. Równolegle był też głównym trenerem w rezerwowej drużynie tego klubu. Od 2004 był głównym trenerem pierwszego zespołu Spartaka od 2004 do 2006. Potem podjął pracę w drugiej drużynie SKA Sankt Petersburg, od 2007 jako asystent, a od 2008 jako główny trener. W 2009 był szkoleniowcem juniorskiej drużyny SKA-1946 Sankt Petersburg w utworzonych wówczas rozgrywkach MHL. W sezonie KHL (2009/2010) był asystentem w sztabie SKA 2 Sankt Petersburg. W sezonie MHL (2010/2011) trenował inną petersburską ekipę w MHL, Sieriebrianyje Lwy, a w styczniu 2011 przejął ponownie SKA-1946 Sankt Petersburg i prowadził jeszcze w edycji  MHL (2011/2012). Od 2012 do 2014 znowu był asystentem w sztabie SKA Sankt Petersburg, a w tym czasie na przełomie listopada i grudnia 2012 przejściowo pełnił obowiązki głównego trenera tego zespołu. Od 2014 przez trzy sezony do 2017 był asystentem w klubie HK Soczi. Od sierpnia 2017 był szkoleniowcem chińskiej drużyny, w rosyjskich rozgrywkach WHL. W edycji MHL (2018/2019) prowadził tamtejszą ekipę SKA-Wariagi do początku października 2018, a następnie objął zespół SKA-Niewa z WHL. Od maja 2019 przez dwa sezony KHL był szkoleniowcem Witiazia Podolsk do kwietnia 2021. W turnieju mistrzostw świata edycji 2021 był asystentem sztabie reprezentacji Białorusi pod wodzą Michaiła Zacharaua. Pod koniec września 2021 został mianowany starszym trenerem w Amurze Chabarowsk, a potem objął tam posadę głównego trenera. W październiku został ogłoszony Krawiec Awangarda Omsk. Od połowy 2025 trener Barysu Astana.

## Sukcesy
Klubowe
- Brązowy medal mistrzostw ZSRR: 1987 ze SKA Leningrad
- Pierwsze miejsce w Dywizji Środkowo-Zachodniej w sezonie zasadniczym IHL: 1992 z Kansas City Blades
- Turner Cup – mistrzostwo IHL: 1992 z Kansas City Blades
- Finał ECHL o Kelly Cup: 1997 z Louisiana IceGators
- Kelly Cup – mistrzostwo ECHL: 1999 z Mississippi Sea Wolves